# Gustav Dillner
Gustav Adolf Christian Dillner (* 24. Juni 1862 in Irchwitz; † 17. Mai 1947 in Greiz) war ein deutscher Weber und Politiker (SPD, USPD).

## Leben
Dillner war der Sohn des Webermeisters Friedrich August Dillner und dessen Ehefrau Elisabeth Margarata geborene Tauwald. Er war evangelisch-lutherischer Konfession und heiratete am 29. August 1885 in Greiz die Weberin Henriette Wilhelmine Blei (* 1. Juni 1859 in Greiz; † 5. Februar 1938 ebenda), die Tochter des Handarbeiters Heinrich Friedrich Blei in Greiz.
Er machte eine Ausbildung zum Weber und lebte dann den erlernten Beruf ausübend in Irchwitz. Seit mindestens 1912 und bis 1920 war er Lagerhalter des Konsumvereins in Irchwitz-Aubachthal (bei Greiz).
Vom 9. April bis 14. Mai 1913 gehörte er als Stellvertreter von Oswald Fischer dem Greizer Landtag an. 1917 wurde er Mitglied der USPD. Nach der Novemberrevolution wurde er für die USPD erneut in den Greizer Landtag gewählt. Ab dem 17. Februar 1919 war er Mitglied des Landtags. Daneben war er ab dem 19. Februar 1919 Mitglied des Gemeinsamen Landtages beider reußischer Staaten (ab April 1919 Volksstaat Reuß) bzw. der nach der Gründung des Landes Thüringen aus diesem Landtag hervorgegangenen Gebietsvertretung. Zum 31. März 1921 schied er aufgrund der Verkleinerung der Gebietsvertretung aus.